# Шваб, Иоганн Христоф
Иоганн Христоф Шваб (нем. Johann Christoph Schwab; 10 декабря 1743, Ильсфельд, Королевство Вюртемберг — 15 апреля 1821, Штутгарт) — немецкий литератор и философ, педагог, профессор.

## Биография
Сын государственного чиновника. Изучал философию и теологию в Тюбингенском университете, где в 1764 году получил научную степень. Затем 11 лет работал репетитором во франкоязычном регионе к северу от Женевского озера. Приобрел глубокое знание французской литературы и французского языка.
В 1778 году был назначен профессором логики и метафизики в военной академии Штутгарта. В то же время в ней учился Фридрих Шиллер.
Находился под влиянием философских работ Лейбница и Вольфа. Был одним из первых, кто не принимал и боролся с философией Канта.
В 1784 году вместе с Антуаном Риваролем был награждён премией Прусской академии наук в Берлине за работу «Рассуждение о всеобщем характере французского языка» (Ursachen der Allgemeinheit der französischen Sprache), находившуюся в русле просвещенческих поисков «всемирного языка», переведенную на французский язык дижонским каноником Дени Робелотом в 1803 г. Сочинение привлекло внимание короля Пруссии Фридриха II, который предложил ему кафедру в Берлинской военной академии. Однако И. Х. Шваб предпочёл оставаться в Штутгарте, где вскоре стал личным секретарём герцога Вюртемберга Карла Евгения. Позже был назначен герцогом государственным секретарём в Штутгарте. После смерти герцога в 1793 году, и прихода к власти его брата Людвига Евгения, знакомого со Швабом, со времён жизни в Швейцарии, И. Х. Шваб получил дальнейшее повышение по службе, став вюртембергским придворным гехаймратом.
В 1788 году И. Х. Шваб стал членом, а в 1812 году — почётным членом Прусской академии наук.
В 1798 году избран членом-корреспондентом Петербургской академии наук.
Его работы принесли ему признание трёх научных обществ за границей, получил две премии в Голландии, три — в Прусской академии наук (1784, 1788, 1795).

## Семья
Был женат на Фредерике, дочери крупного штутгартского торговца, племяннице Иоганна Генриха фон Даннекера.
Его сыновьями были министр юстиции и тайный советник Карл Генрих фон Шваб (1781—1847) и поэт и писатель Густав Шваб (1792—1850).